# Max Ehrich
Max Ehrich (Marlboro, Nueva Jersey; 24 de junio de 1991) es un actor, bailarín y cantante estadounidense. Es conocido por haber interpretado a Jesse Moretti en The Pregnancy Pact y a Adam en iCarly.

## Biografía

### Vida personal
En julio de 2020 anunció su compromiso con la cantante Demi Lovato. Sin embargo, dos meses después, en septiembre de 2020, se anunció la ruptura del mismo.

## Filmografía
| Cine          | Cine                                | Cine                    | Cine                     |
| Año           | Película                            | Rol                     | Notas                    |
| ------------- | ----------------------------------- | ----------------------- | ------------------------ |
| 2004          | Once Easy Job                       | Henry                   | Cortometraje             |
| 2008          | High School Musical 3: Senior Year  | Bailarín principal      |                          |
| 2011          | Grace Face                          | Dylan                   | Cortometraje             |
| 2018          | The Last Breakfast Club             | Andrew                  |                          |
| 2019          | Walk Ride Rodeo                     | Tate Watkins            |                          |
| Televisión    |                                     |                         |                          |
| Año           | Título                              | Rol                     | Notas                    |
| 2008          | Ugly Betty                          | Randy                   | 2 episodios              |
| 2010          | The Pregnancy Pact                  | Jesse Moretti           | Película para televisión |
| 2010          | Shake It Up                         | Eddie                   | 2 episodios              |
| 2010          | iCarly                              | Adam                    | 1 episodio               |
| 2010          | No Ordinary Family                  | Dylan                   | 1 episodio               |
| 2011          | Parenthood                          | Bradley                 | 1 episodio               |
| 2011          | Working Class                       | Josh                    | 1 episodio               |
| 2012-presente | The Young and the Restless          | Frenmore "Fren" Baldwin |                          |
| 2014          | Law & Order: Special Victims Unit   | Daniel Pryor            | 1 episodio               |
| 2014-2016     | 100 Things To Do Before High School | Ronbie Martin           | Elenco recurrente        |
| 2014-2016     | Under the Dome                      | Hunter May              | Personaje recurrente     |
| 2016          | The Path                            | Freddie Ridge           | 3 episodios              |
| 2016-2017     | Sweet/Vicious                       | Landon Mays             | 3 episodios              |
| 2019          | American Princess                   | Brett                   | Personaje recurrente     |

## Premios y nominaciones
| Año  | Premio                | Categoría                                                                                | Trabajo                    | Resultado |
| ---- | --------------------- | ---------------------------------------------------------------------------------------- | -------------------------- | --------- |
| 2011 | Premios Artista Joven | Mejor Actuación en una Película para televisión, Miniserie o Especial - Actor de Reparto | The Pregnancy Pact         | Nominado  |
| 2012 | Premios Artista Joven | Mejor Actuación en una Serie de Televisión - Estrella invitada Actor joven 18-21         | Parenthood                 | Nominado  |
| 2013 | Premios Daytime Emmy  | Mejor actor joven en serie dramática                                                     | The Young and the Restless | Nominado  |